# Fred Crane
Herman Frederick Crane, dit Fred Crane, (né le 22 mars 1918 à La Nouvelle-Orléans, Louisiane et mort le 21 août 2008 à Atlanta,  Géorgie) est un acteur et animateur de radio américain. Il est surtout connu pour avoir joué le rôle de Brent Tarleton, en 1939, dans Gone with the Wind (Autant en emporte le vent).

## Biographie
Fred Crane joue au football américain et apparait dans plusieurs productions théâtrales dans sa ville natale. À 20 ans, il se rend à Hollywood. Là, il obtient son premier rôle pour lequel il est célèbre. Quand il accompagne un ami à une audition, son accent du sud, sa bonne mine, et l'impact de sa lecture dramatique contribuent à lui attribuer le rôle de Brent Tarleton, un admirateur de Scarlett O'Hara. Des années plus tard il déclare : « Je suis juste un petit fragment d'une grande mosaïque. » Lors du tournage, il devient ami avec George Reeves, et George est le témoin du premier mariage de Fred. La Seconde Guerre mondiale interrompt sa carrière d'acteur.
Après la guerre, Crane travaille pour la télévision, mais passe rapidement à la radio ; il excelle en particulier dans l'émission de radio Lucky Strike avec Jack Benny. Pendant 41 ans il travaille avec Carl Princi, comme A.M. Directeur du programme de la station de radio KFAC (en), et accueille le programme du matin. Avec sa voix puissante, il se distingue particulièrement avec son discours dramatique.
Avec cinquième et dernière épouse, il exploite une chambre d'hôtes à Barnesville (Géorgie) dans un ancien hôpital des Confédérés à l'époque de la Guerre de Sécession. Là, il garde également des souvenirs et des objets d’'Autant en emporte le vent.
Crane est mort après des complications à la suite d'une opération chirurgicale pour les veines de la jambe dans un hôpital près d'Atlanta, en Géorgie. Crane est l'avant-dernier survivant d'acteurs avec des rôles d'adultes masculins dans Gone with the Wind, Mickey Kuhn étant le dernier survivant.